# MPEG

MPEG 로고

MPEG(엠펙)는 영문 Moving Picture Experts Group의 약자이다. 국제표준화단체로서의 공식 명칭은 ISO/IEC JTC1/SC29/WG11이다.
MPEG은 ISO 및 IEC 산하에서 비디오와 오디오 등 멀티미디어의 표준의 개발을 담당하는 소규모의 그룹이다. 1988년 캐나다의 오타와에서 첫 모임을 갖은 이래, 현재는 350여명의 다양한 산업계와 학계의 전문가들이 참여하고 있다. 일반적으로 연간 4회의 표준화 총회를 가지며, ITU 산하의 비디오 압축 표준화 단체인 VCEG과 함께 Joint Video Team (JVT)를 구성해 H.264/AVC 표준을 공동 제정하고 있다. (이 표준은 이 공동 표준화를 통해 개발되어 ISO와 ITU 양 측 모두에서 공히 표준으로 인정된다.)
MPEG은 다음과 같은 압축 포맷과 부가 표준을 만들었다.
- MPEG-1: 최초의 비디오와 오디오 표준. 비디오 CD의 표준으로 쓰였으며, MP3 오디오 압축 포맷이 여기에 포함된다. 표준 해상도는 352x240, 30프레임/초이다. CD 1장에 74분의 영상을 담을 수 있다.
- MPEG-2: 텔레비전 방송을 위한 표준. 디지털 위성 방송, 디지털 유선 방송, 고화질 TV 방송, DVD 비디오 등의 컴퓨터 멀티미디어 서비스에 쓰인다. 표준 해상도는 720x480, 1280x720이며 60프레임/초이다. 음질은 CD와 동일한 퀄리티를 지원한다.
- MPEG-3: 원래 HDTV 방송을 위해 고안되었으나, MPEG-2 표준에 내용이 합쳐져 중지된다.
- MPEG-4: MPEG-2를 확장하여 영상/음성 "객체", 3D 콘텐츠, 저속 비트율 인코딩, 디지털 재산권 관리 지원등을 포함한다. 멀티미디어 통신에서의 이용을 위해 만들어지고 있으며 영상압축기술 인터넷과 이동 통신 환경에서 사용되고 있다. 흔히 이야기하는 MPEG-4 동영상 표준은 MPEG-4 Part 2 Visual에 해당하며, 흔히 H.264라 부르는 코덱이 MPEG-4의 Part 10 Advanced Video Coding으로 정의되어 있다. 또한, 3차원 모델을 압축하기 위한 3차원 메쉬 부호화(3D Mesh Coding) 또한 지원한다.
- MPEG-7: 멀티미디어 콘텐츠를 기술하기 위한 형식적 시스템. 이 표준은 검색 사이트에서 키워드로 동영상을 검색하는 등 다양한 종류의 멀티미디어 정보 검색에 사용할 수 있다.
- MPEG-21: MPEG-21 은 이 미래의 표준을 멀티미디어 프레임워크라고 표현한다.

MPEG은 MPEG-21 이후 빈번히 창안되는 새로운 표준 기술들을 각 분류별로 통합하고자, 아래와 같은 기술 분류별 표준을 창안하여 현재 기술 표준화에 적용하고 있다.
- MPEG-A: 멀티미디어 애플리케이션 포맷 (MAF) 을 위한 표준이다.
- MPEG-B: 시스템 표준 분류를 위한 MPEG 표준이다.
- MPEG-C: 비디오 표준 분류를 위한 MPEG 표준이다.
- MPEG-D: 오디오 표준 분류를 위한 MPEG 표준이다. (사실상 MPEG 서라운드 (MPEG Surround) 표준에 해당한다.)
- MPEG-E: 멀티미디어 미들웨어를 위한 표준이다.

## MPEG의 작동원리

### 영상 압축
MPEG 영상 코덱은 변환 코덱을 이용하는 손실 압축 방식을 사용한다. 손실 변환 코덱에서, 그림과 소리의 샘플은 작은 조각으로 나뉘고, 주파수 공간으로 변환되어 양자화된다. 이렇게 조작된 값들은 다시 엔트로피 부호화된다.
MPEG-1, MPEG-2, MPEG-4 등의 동영상 코딩 시스템에는 움직임 보상 등의 과정을 이용하여, 연속되는 두 그림 또는 근처의 그림들 사이의 차이를 경제적으로 전송함으로써 압축이 이루어진다.
MPEG은 스트림 포맷과 디코더(복호기) 표준만을 정한다. 인코더는 표준화되어 있지 않으며, 유효한 비트 스트림을 만들기 위해 참조할 수 있는 예가 제공된다. 다시 말하면, MPEG-4 디코더는 어떤 인코더로 만들어졌는지에 상관없이 모든 MPEG-4 스트림을 디코딩할 수 있다.

## 같이 보기
- 데이터 압축
- Pro-MPEG
- 영상 코덱
- 오디오 코덱
- 비디오 압축